# Estinvest
Estinvest este o companie de brokeraj din Focșani, înființată în anul 1995.
În februarie 2008, compania avea 40 de sucursale și agenții în toată țara.
Cifra de afaceri în 2007: 4 milioane euro
Venit net în 2007: 1,6 milioane euro